# Wang Xindi
Wang Xindi (ur. 2 maja 1995) – chiński narciarz dowolny, specjalizujący się w skokach akrobatycznych. W 2012 roku wystartował na mistrzostwach świata juniorów w Chiesa in Valmalenco, zdobywając brązowy medal. Na rozgrywanych trzy lata później mistrzostwach świata w Kreischbergu był osiemnasty. W zawodach Pucharu Świata zadebiutował 5 stycznia 2013 roku w Changchun, zajmując piętnaste miejsce. Tym samym już w swoim debiucie zdobył pierwsze pucharowe punkty. Na podium zawodów tego cyklu po raz pierwszy stanął 18 grudnia 2016 roku w Beidahu, zajmując trzecie miejsce. W zawodach tych wyprzedzili go jedynie dwaj rodacy: Qi Guangpu oraz Liu Zhongqing. W 2019 roku, na mistrzostwach świata w Deer Valley wywalczył srebrny medal w rywalizacji drużynowej. Indywidualnie zajął 6. lokatę. W sezonie 2018/2019 zdobył mała kryształową kulę za zwycięstwo w klasyfikacji skoków. Z kolei w klasyfikacji generalnej był trzeci.

## Osiągnięcia

### Igrzyska olimpijskie
| Miejsce | Dzień     | Rok  | Miejscowość | Konkurencja        | Zwycięzca           |
| ------- | --------- | ---- | ----------- | ------------------ | ------------------- |
| 14.     | 16 lutego | 2018 | Pjongczang  | Skoki akrobatyczne | Ołeksandr Abramenko |
| 14.     | 16 lutego | 2022 | Pekin       | Skoki akrobatyczne | Qi Guangpu          |

### Mistrzostwa świata
| Miejsce | Dzień       | Rok  | Miejscowość   | Konkurencja                  | Zwycięzca       |
| ------- | ----------- | ---- | ------------- | ---------------------------- | --------------- |
| 18.     | 15 stycznia | 2015 | Kreischberg   | Skoki akrobatyczne           | Qi Guangpu      |
| 14.     | 10 marca    | 2017 | Sierra Nevada | Skoki akrobatyczne           | Jonathon Lillis |
| 6.      | 6 lutego    | 2019 | Deer Valley   | Skoki akrobatyczne           | Maksim Burow    |
| 2.      | 7 lutego    | 2019 | Deer Valley   | Skoki akrobatyczne drużynowo | Szwajcaria      |

### Puchar Świata

#### Miejsca w klasyfikacji generalnej
- sezon 2012/2013: 225.
- sezon 2013/2014: 198.
- sezon 2014/2015: 72.
- sezon 2015/2016: 62.
- sezon 2016/2017: 23.
- sezon 2017/2018: 57.
- sezon 2018/2019: 3.
- sezon 2019/2020: 66.

Od sezonu 2020/2021 klasyfikacja generalna została zastąpiona przez klasyfikację Park & Pipe (OPP), łączącą slopestyle, halfpipe oraz big air.
- sezon 2021/2022: 7.

#### Miejsca na podium
1. Beidahu – 18 grudnia 2016 (skoki akrobatyczne) – 3. miejsce
2. Mińsk – 25 lutego 2017 (skoki akrobatyczne) – 1. miejsce
3. Lake Placid – 19 stycznia 2019 (skoki akrobatyczne) – 2. miejsce
4. Moskwa – 16 lutego 2019 (skoki akrobatyczne) – 2. miejsce
5. Shimao – 2 marca 2019 (skoki akrobatyczne) – 2. miejsce
6. Deer Valley – 12 stycznia 2022 (skoki akrobatyczne) – 1. miejsce